# Ghulam Abbas (schrijver)
Ghulam Abbas (Urdu: غلام عباس) is een Pakistaans schrijver, die voornamelijk korte verhalen schreef. Hij werd geboren in Amritsar (India) en overleed in 1982 in Karachi (Pakistan). Abbas was moslim, maar droeg dit niet echt uit in het dagelijks leven of in zijn werk.
De korte verhalen Aanandi en Overcoat bezorgden hem internationale bekendheid.